# Prix Toucan

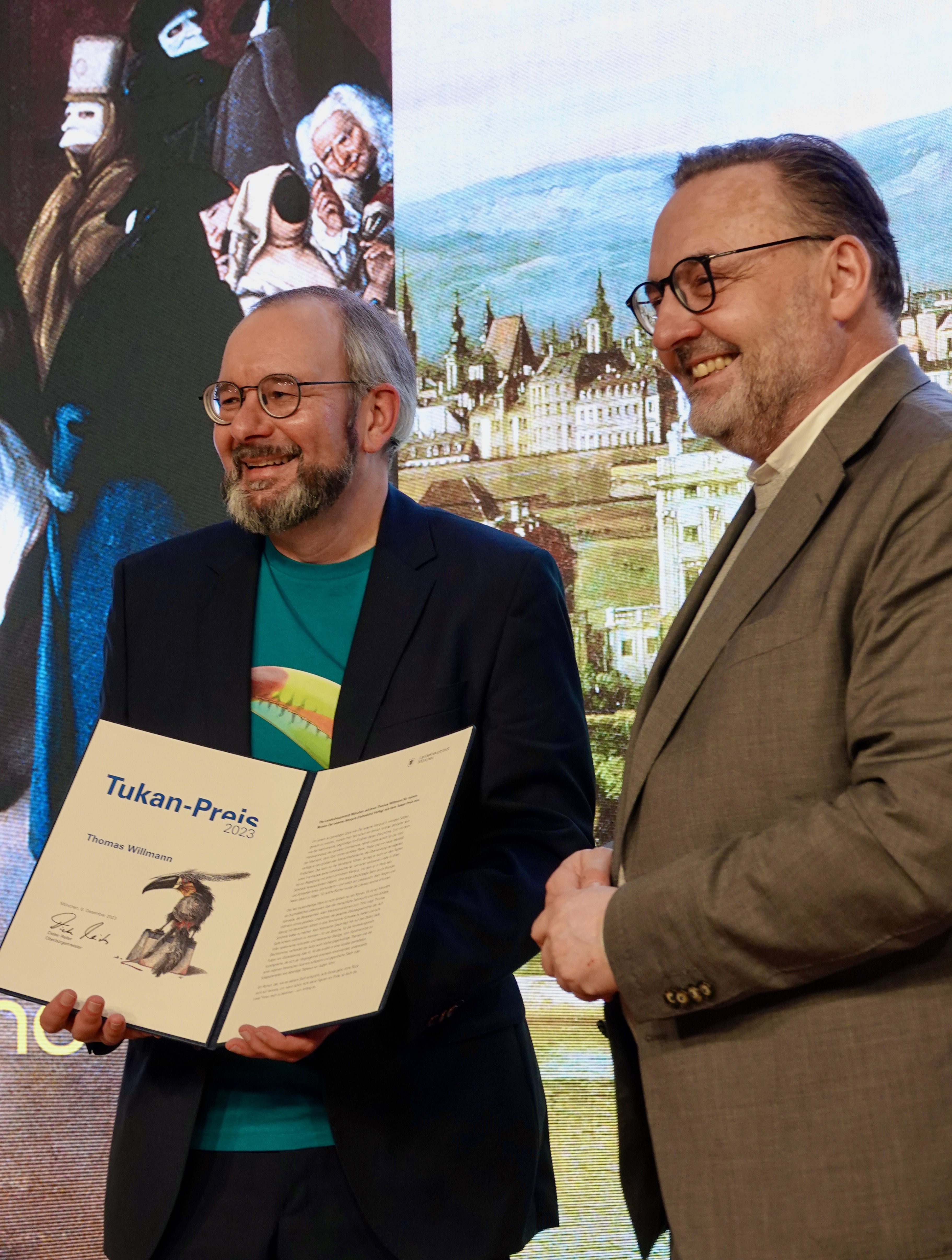
Le prix Toucan 2023 remis à Thomas Willmann par Anton Biebl, conseiller culturel de Munich.

Le prix Toucan (en allemand : Tukan-Preis) est un prix littéraire décerné par la ville de Munich à la meilleure nouvelle publication d'un auteur munichois. Il est décerné depuis 1965 et est doté de 6 000 euros.

## Lauréats
- 1965 : Paul Mommertz, Georg Schwarz, Roland Ziersch, Alfons Freiherr von Czibulka, Horst Lange, Otto Freiherr von Taube
- 1966 : Rudolf Schmitt-Sulzthal, Eugen Skasa-Weiß, Isabella Nadolny, Gunter Groll, Carola von Crailsheim, Curt Hohoff
- 1967 : Karl Ude, Oliver Hassencamp, Nina Keller
- 1969 : Anton Sailer, Wilhelm Lukas Kristl, Christa Reinig, Günter Spang, Heinrich Fischer, Tankred Dorst
- 1971 : Herbert Asmodi (de), Angelika Mechtel, Heinz Piontek, Martin Gregor-Dellin, Rolf Flügel
- 1973 : Marianne Langewiesche, Wolfgang Petzet, Kuno Raeber
- 1975 : Wolfgang Bächler, Charlotte Birnbaum, Heinz Coubier, Armin Eichholz, Herbert Günther, Helmut Walbert
- 1977 : Ernst Günther Bleisch, Karl Hoche, Ursula Knöller, Irina Korschunow, Herbert Rosendorfer, Herbert Schlüter
- 1979 : Carl Amery, Janosch, Kurt Seeberger
- 1981 : Hermann Stahl, Carl Borro Schwerla, Franz Freisleder, Dagmar Nick, Jörg Krichbaum, Barbara Bronnen
- 1983 : Michael Krüger, Rudolf Riedler, Barbara König, Carla Maria Heim, Jörg Graser, Grete Weil
- 1985 : Walter Kolbenhoff, Hans F. Nöhbauer
- 1987 : Uwe Dick, Eberhard Horst, Michael Wachsmann
- 1989 : Herbert Achternbusch, Barbara Maria Kloos, Fred Hepp
- 1991 : Günter Herburger
- 1992 :  Uwe Dick, Pochwasser. Eine Biographie ohne Ich
- 1993 :  Helmut Krausser, Melodien oder Nachträge zum quecksilbernen Zeitalter
- 1994 :  Maxim Biller, Land der Väter und Verräter
- 1995 :  Christine Scherrmann, Frau mit grünen Schuhen et Hans Pleschinski, Brabant
- 1996 :  Ernst Augustin, Gutes Geld
- 1997 :  Klaus Böldl, Studie in Kristallbildung
- 1998 :  Günter Ohnemus, Der Tiger auf deiner Schulter
- 1999 :  Susanne Röckel, Chinesisches Alphabet – Ein Jahr in Shanghai
- 2000 :  Hassouna Mosbahi, Rückkehr nach Tarschisch et la traductrice Regina Karachouli
- 2001 :  Uwe Timm, Rot
- 2002 :  Hans Pleschinski, Bildnis eines Unsichtbaren
- 2003 :  Simon Werle, Der Schnee der Jahre
- 2004 :  Thomas Meinecke, Musik
- 2005 :  Thomas Palzer, Ruin
- 2006 :  Friedrich Ani, Idylle der Hyänen
- 2007 :  Fridolin Schley, Wildes schönes Tier
- 2008 :  Christine Wunnicke, Serenity
- 2009 :  Robert Hültner, Inspektor Kajetan kehrt zurück
- 2010 :  Benjamin Stein, Die Leinwand
- 2011 :  Steven Uhly, Adams Fuge
- 2012 :  Marc Deckert, Die Kometenjäger
- 2013 :  Dagmar Leupold, Unter der Hand
- 2014 :  Nina Jäckle, Der lange Atem
- 2015 :  Lilian Loke, Gold in den Straßen
- 2016 :  Björn Bicker, Was glaubt ihr denn. Urban Prayers
- 2017 :  Jonas Lüscher, Kraft
- 2018 :  Susanne Röckel, Der Vogelgott
- 2019 :  Herbert Kapfer, 1919. Fiktion
- 2020 :  Markus Ostermair, Der Sandler
- 2021 :  Fridolin Schley, Die Verteidigung

- 2022 : Martin Kordić, Jahre mit Martha
- 2023 : Thomas Willmann, Der eiserne Marquis

## Voir également
- Littérature de langue allemande
- Liste de prix littéraires
- Chronologie de la littérature